# Masaki Tsuchihashi
Masaki Tsuchihashi, född 23 juli 1972 i Kanagawa prefektur, Japan, är en japansk tidigare fotbollsspelare.